# Jean-Pierre Melville
Jean-Pierre Melville, nascut Jean-Pierre Grumbach (París, 20 d'octubre de 1917 − París, 2 d'agost de 1973) va ser un director de cinema francès. Va triar el seu pseudònim en homenatge a l'escriptor americà Herman Melville.
Les seves pel·lícules, dominades per la solitud, el fracàs i la mort, s'han convertit en clàssics del cinema francès: les tres pel·lícules que formen una trilogia sobre la França de l'Ocupació (Le Silence de la mer, Léon Morin, prêtre i L'Armé des ombres) i les pel·lícules d'homes (El confident, Le Deuxième Souffle, El samurai,  El cercle vermell, Un poli).

## Biografia
Neix en una família jueva alsaciana. El 1923, quan té sis anys, els seus pares li ofereixen una Pathé Baby. Comença a realitzar les seves primeres pel·lícules filmant els seus parents. El 1933, als quinze anys, determina esdevenir cineasta després haver assistit a la projecció de la pel·lícula èpica de Frank Lloyd: Cavalcade.
Durant la guerra, marxa a la França Lliure a Londres el 1942, és en aquest moment que agafa el pseudònim de «Melville» en homenatge a l'autor de Moby Dick. Després de la Guerra, que reivindica haver fet en la resistència, després participant en el desembarcament a la Provença, demana una targeta d'ajudant d'escenògraf que li és negada. Durant la batalla de Montecassino s'hauria promès muntar els seus propis estudis si se n'escapava. Es converteix així en el seu propi productor i roda un curtmetratge. Més tard, estalvia, compra pel·lícula i realitza, en condicions molt precàries, la seva primera pel·lícula: Le Silence de la mer . Sense que ho sàpiga, els seus mètodes de rodatge són ja els de la Nouvelle Vague.
Molt de temps percebut com un intel·lectual, a causa sobretot de la seva adaptació molt literària de Le Silence de la mer de Vercors, fins al punt d'assemblar-se a Jean Cocteau l'escenògraf de Els infants terribles, recusava aquest terme, percebent-se més com un autor.
El 1955, crea els seus propis estudis, els estudis Jenner, en el districte XIII de París, al carrer Jenner, reinventant un magatzem on va viure de 1953 a 1967, baixant fins i tot de nit a preparar els plans de l'endemà. Hi produeix les seves pel·lícules fins al 29 de juny de 1967 quan un incendi destrueix els estudis mentre roda El samurai. Obsessiu, persisteix a quedar-se als seus estudis on monta L'Armé des ombres. El 1961, treballa amb Michel Mardore per al productor Georges de Beauregard en un projecte titulat Les Don Juans , amb Jean-Paul Belmondo i Anthony Perkins, que abandona per  Le Doulos.
Alhora jovial i frigorífic, Jean-Pierre Melville discutia sovint amb el seu cercle. Es va enfadar amb molts dels seus col·lboradors. Anècdotes famoses: Lino Ventura no li va dirigir més la paraula durant tot el rodatge de L'Armé des ombres. Melville havia declarat en la premsa que Ventura havia tingut grans dificultats per pujar al vagó al començament de la pel·lícula Le Deuxième Souffle
De fet, el cineasta havia amagat al seu actor que havia donat l'ordre d'augmentar la velocitat del tren. En el rodatge de Le Grand des Ferchaux, Melville es ficava sense parar amb Charles Vanel, i un dia, Jean-Paul Belmondo, que ja no suportava tota aquesta història, va agafar les ulleres i el stetson de Melville, li va donar una bufetada i va marxar del platò.
Durant diversos anys, Melville va tenir un lloc a la Comissió de classificació de les obres cinematogràfiques i va empaitar totes les manifestacions de la pornografia en el cinema. Era abans de tot un home nostàlgic, autodefinint-se com un «reaccionari» (explícitament declarat al retrat que va compondre per a André S. Labarthe) intentant també reinventar a la pantalla els instants més forts de la seva vida personal.
Megalòman notori a qui agrada interpretar un personatge que evoca una Amèrica somniada (portava un stetson i ulleres negres…), en alguns aspectes fantasiós, de vegades tenallat amb tendències maniaco-depressives, va fer construir una cabana de bosc en el plató de la seva última pel·lícula, Un poli, el 1971 i no en sorti més que per dirigir els seus actors o arreglar l'enllumenat. Jean-Pierre Melville va demanar també a Florence Moncorgé-Gabin, guionista, portar una perruca, ja que no li agradava el color dels seus cabells…
Segons José Giovanni, li agradava alegrar-se del fracàs dels seus companys cineastes.
El fracàs d'Un poli el va tocar considerablement, segons el relat que en va fer el seu amic Philippe Labro a Je connais des gens de toutes sortes.
Mor, poc temps després, a conseqüència d'un atac cerebral sobrevingut en el restaurant de l'Hotel PLM Saint-Jacques (París). La seva defunció és descrita al llibre de Philippe Labro que sopava amb ell. Jean-Pierre Melville reposa al cementiri de Pantin.

## Filmografia[3]

### Director
- 1946: Vingt-quatre heures de la vie d'un clown
- 1947: Le Silence de la mer
- 1950: Les Enfants terribles
- 1953: Quand tu liras cette lettre
- 1955: Bob el flambeur
- 1959: Deux hommes a Manhattan
- 1961: Léon Morin, prêtre
- 1962: El confident (Le Doulos)
- 1963: L'Aîné des Ferchaux
- 1966: Le Deuxième Souffle
- 1967: El samurai (Le Samouraï)
- 1969: L'Armé des ombres
- 1970: El cercle vermell (Le Cercle rouge)
- 1972: Un poli (Un Flic)

### Actor
- 1948: Les Dramas du Bois de Boulogne, curt de Jacques Loew
- 1950: Orphée de Jean Cocteau, gerent de l'hotel
- 1957: Amour de poche de Pierre Kast
- 1959: Deux homes a Manhattan, Moreau
- 1960: À bout de souffle de Jean-Luc Godard, Parvulesco
- 1960: Le Petit Soldat de Jean-Luc Godard, L'home del tren
- 1962: Le Signe du Lion d'Éric Rohmer
- 1962: Le Combat a l'île d'Alain Cavalier
- 1963: Landru de Claude Chabrol, Georges Mandel
- 1977 (començada el 1970): Urgent ou à quoi bon exécuter des projets puisque el projet és en lui même une jouissance suffisante de Gérard Courant

## Cita
| «                                                                                    | L'ofici del cinema no és comparable a cap altre. Obeeix a les lleis que regeixen el "show business " però tothom està d'acord per reconèixer que ningú no coneix aquestes lleis. Cada pel·lícula és un prototip. Una obra teatral deixa de ser-ho si supera la centena. L'esforç de cada representació ja no és en va. Mentre que, sempre, l'esforç de creació, de rodatge, de distribució i d'explotació d'una pel·lícula continuarà sent un risc total. És l'ofici més perillós del món. | » |
| — Jean-Pierre Melville, entrevista amb Michel Mardore, Candid n°205, 29 març de 1965 | |   |

## Herència

### Remakes, préstecs i cites de l'obra de Melville
- The Killer de John Woo, així com Ghost Dog, la via del samurai de Jim Jarmusch són considerats de vegades com remakes de la pel·lícula El samurai.
- Poc abans del rodatge de la pel·lícula Els Infiltrats, Martin Scorsese va difondre al seu equip l'essència de les «pel·lícules d'homes» de Jean-Pierre Melville.
- Alain Corneau coneix el seu primer gran èxit el 1976 amb Police Python 357, pel·lícula fortament melvilliana que té com a actors principals Yves Montand i François Périer. Els seus personatges són bastant propers als que interpretaven ja en El cercle vermell per a Yves Montand i a El samurai per a François Périer.
- El 2007, Alain Corneau realitza un remake del Le Deuxième Souffle, amb Daniel Auteuil i Michel Blanc. La crítica, en el seu conjunt, no és favorable a la pel·lícula.
- Jean-Pierre Melville a Un poli el 1972, va donar a Alain Delon per primera vegada el paper d'un inspector de policia. Delon tornaria a fer aquest tipus de paper, tant en el cinema (Flic Story, Pour la peau d'un police, Parole de police, Ne réveillez pas un Police qui dort) com en telefilms (Fabio Montale i Frank Riva).
- La pel·lícula Lucie Aubrac de Claude Berri és inspirada en la fredor hivernal de L'Armé des ombres.
- Quentin Tarantino cita sovint El confident com un dels seus (molt nombrosos) films preferits…

### Sous el nom de Melville
Sous le nom de Melville (76 minuts), dirigida per Olivera Bohler el 2008, és el primer documental llarg consagrat a Jean-Pierre Melville des de la seva mort. Descriu el recorregut de Melville durant la Segona Guerra Mundial i l'impacte que aquesta experiència personal de la guerra i de la Resistència va tenir sobre el conjunt de la seva obra de cineasta, així com, indirectament, sobre la dels seus hereus. Sous le nom de Melville implica en efecte elements d'entrevistes amb cineastes com Johnnie To o Masahiro Kobayashi que venen il·luminar a posteriori l'obra de Melville.